# Diecéze Breda
Diecéze Breda (latinsky Dioecesis Bredana) je římskokatolická diecéze v Nizozemsku, která je sufragánní diecézí metropole v Utrechtu. Katedrálním kostelem je dóm sv. Antonína z Padovy  v Bredě, území diecéze se kryje s územím nizozemské provincie Zeeland a částí provincie Severní Brabantsko. 

## Stručná historie
Území baronie Breda a markrabství Bergen op Zoom původně patřilo pod církevní správu Diecéze Antverpy, která byla zrušena v roce 1801. Roku 1803 byl zřízen apoštolský vikariát Breda, který byl formálně roku 1827 inkorporován do nově vzniklé diecéze 's-Hertogenbosch, ale nakonec z toho sešlo. Vikariát byl proto v roce 1853 povýšen na diecézi. V letech 1876–2005 byl katedrálou kostel sv. Barbory, poté došlo ke změně na současnou katedrálu sv. Antonína z Padovy.